# Stanfield (Carolina del Nord)
Stanfield és una població dels Estats Units a l'estat de Carolina del Nord. Segons el cens del 2000 tenia 1.113 habitants.

## Demografia
Segons el cens del 2000, Stanfield tenia 1.113 habitants, 439 habitatges i 320 famílies. La densitat de població era de 96,1 habitants per km².
Dels 439 habitatges en un 33,9% hi vivien nens de menys de 18 anys, en un 63,8% hi vivien parelles casades, en un 7,1% dones solteres, i en un 27,1% no eren unitats familiars. En el 24,4% dels habitatges hi vivien persones soles el 7,3% de les quals corresponia a persones de 65 anys o més que vivien soles. El nombre mitjà de persones vivint en cada habitatge era de 2,53 i el nombre mitjà de persones que vivien en cada família era de 3,01.
Per edats la població es repartia de la següent manera: un 26,7% tenia menys de 18 anys, un 6,9% entre 18 i 24, un 31,8% entre 25 i 44, un 23,9% de 45 a 60 i un 10,7% 65 anys o més.
L'edat mediana era de 35 anys. Per cada 100 dones de 18 o més anys hi havia 104,5 homes.
La renda mediana per habitatge era de 45.250 $ i la renda mediana per família de 52.813 $. Els homes tenien una renda mediana de 35.625 $ mentre que les dones 25.521 $. La renda per capita de la població era de 20.666 $. Entorn del 5,9% de les famílies i el 9,7% de la població estaven per davall del llindar de pobresa.

## Poblacions properes
El següent diagrama mostra les poblacions més properes a Stanfield.